# Contrailuminismo
O contrailuminismo (pré-AO 1990: contra-iluminismo) ou anti-iluminismo foi uma tendência filosófica iniciada ainda durante o século XVII que se opunha aos ideais iluministas ou ilustrados. Em contraponto à valorização da razão, da liberdade, da igualdade e dos ideais liberais em geral, o contra iluminismo defendia as antigas ideias conservadoras, religiosas, hierárquicas e autoritárias.
Embora a tendência tenha tido seu auge durante o século XVIII, o termo que o designava apenas seria popularizado no século XX pelo filósofo Isaiah Berlin. Pessoas a partir de meados do século XX usaram o termo contrailuminismo para descrever correntes de pensamento que surgiram no final do século XVIII e início do século XIX em oposição ao Iluminismo do século XVIII.
O filósofo Jean-Jacques Rousseau fez várias observações críticas sobre a razão em seu Discurso sobre a Origem da Desigualdade, publicado em 1755. Ele defende que a razão seria a origem da degradação da humanidade, uma vez que teria sido ela o principal motivo para a saída do homem do Estado natural. Depois de seu raciocínio ter se aprimorado, de acordo com Rousseau, o homem passou a se sentir insatisfeito com sua condição primitiva, e trabalhou em melhorias que culminariam nas revoluções neolítica e metalúrgica.
Contudo, estes avanços levariam a uma quantidade exorbitante de riqueza; por sua vez, esta levaria à necessidade dos direitos de propriedade, o que geraria inimizade geral dentro da espécie humana. Paralelamente, o luxo conduziria as classes superiores à degradação e fraqueza física. Como um todo, de acordo com Rousseau, os avanços da civilização motivados pela razão colaboraram apenas para tornar a humanidade covarde, preguiçosa e corrupta, tanto que nenhuma reforma civilizatória seria possível – apenas a revolução. Podemos ver assim, como os pensamentos de Rousseau foram utilizados como inspiração tanto pelos radicais jacobinos quanto pelos contra iluministas.
O anti-iluminismo persistiu até o século XX, tendo estado em declínio desde a década de 1870, quando teve início a III República Francesa e a Igreja Católica perdeu o último dos Estados Papais, abrindo espaço para a República da Itália. Durante o início do século XX, porém, ideias nacionalistas conservadoras se ligaram aos nascentes movimentos de extrema direita, criando um pensamento sintetizado pelo francês Charles Maurras; mais tarde, suas ideias seriam consideradas como a base ideológica do fascismo.
Embora o primeiro uso conhecido do termo em inglês (Counter-Enlightenment) tenha ocorrido em 1949 e tenha havido vários usos anteriores dele, incluindo um pelo filósofo alemão Friedrich Nietzsche, o termo "contrailuminismo" é geralmente associado a Isaiah Berlin, que muitas vezes é creditado por reinventá-lo. A discussão desse conceito começou com o Ensaio de 1973 de Isaiah Berlin, The Counter-Enlightenment. Ele publicou amplamente sobre o Iluminismo e seus desafiadores e fez muito para popularizar o conceito de um movimento contrailuminista que ele caracterizou como relativista, antirracionalista, vitalista e orgânico, que ele associou mais intimamente ao Romantismo alemão.

## Desenvolvimento e pessoas significativas

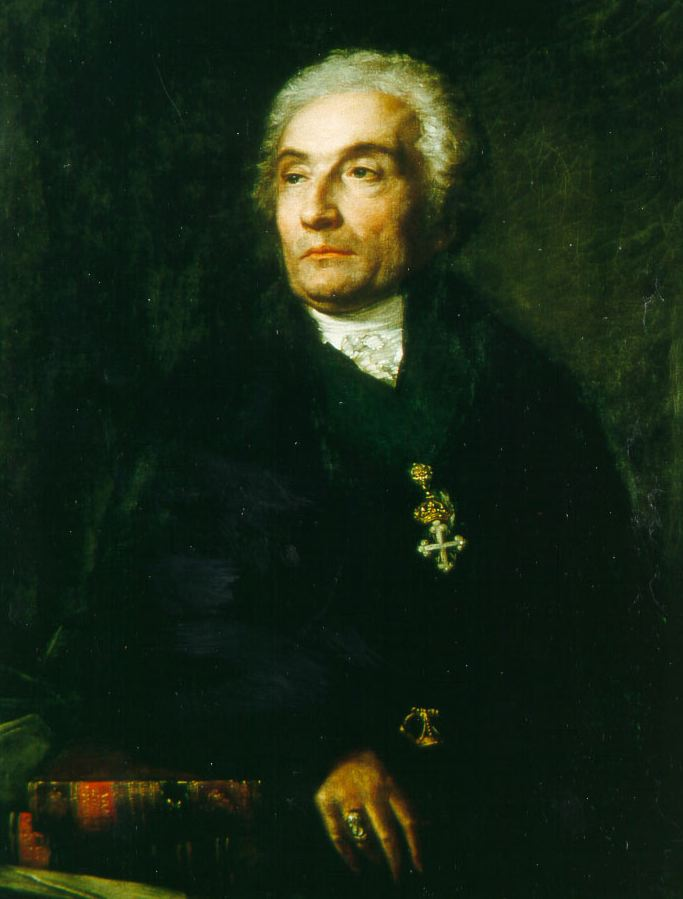
Joseph de Maistre, foi um dos contrarrevolucionários de altar e trono mais proeminentes que se opôs veementemente às ideias do Iluminismo.

### Estágios iniciais
Apesar das críticas ao Iluminismo ser um tópico amplamente discutido no pensamento do século XX, o termo "contrailuminismo" estava subdesenvolvido. Foi mencionado pela primeira vez em inglês no artigo de William Barrett de 1949 "Art, Aristocracy and Reason" na revista Partisan Review. Ele usou o termo novamente em seu livro de 1958 sobre existencialismo, Irrational Man; no entanto, seu comentário sobre a crítica iluminista foi muito limitado. Na Alemanha, a expressão "Gegen-Aufklärung" tem uma história mais longa. Provavelmente foi cunhado por Friedrich Nietzsche em "Nachgelassene Fragmente" em 1877.
Lewis White Beck usou esse termo em seu livro Early German Philosophy (1969), um livro sobre o contrailuminismo na Alemanha. Beck afirma que há um contramovimento surgindo na Alemanha em reação ao estado autoritário secular de Frederico II. Por outro lado, Johann Georg Hamann e seus colegas filósofos acreditam que uma concepção mais orgânica da vida social e política, uma visão mais vitalista da natureza e uma apreciação pela beleza e pela vida espiritual do homem foram negligenciadas no século XVIII.
O contrailuminismo tinha como base política a crença de que seria impossível manter uma sociedade estável com ideias liberais. Como solução, ele apresentava a chamada ideologia do trono, defendendo um governo autoritário em uma sociedade hierárquica, liderada por um monarca divinamente estabelecido, que protegeria a Igreja e teria a religião católica como base das políticas de Estado. Assim, outras religiões estariam vetadas e não poderiam ser praticadas legalmente pelos súditos, que também não poderiam exercer os direitos defendidos pelo iluminismo, tal como a liberdade de expressão e a liberdade de reunião. Do ponto de vista cultural, podemos ver a arte romântica como inscrita no contra iluminismo, devido à sua glorificação de perspectivas históricas e liberais ligadas ao Antigo Regime.

### Isaiah Berlin

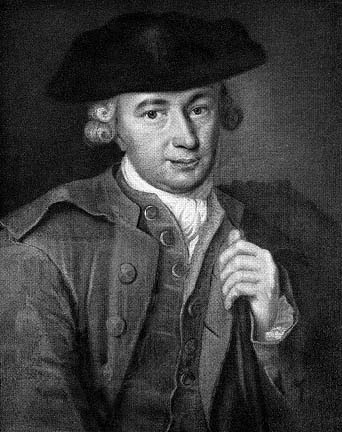
Isaiah Berlin traça o contrailuminismo de volta até J. G. Hamann.

Isaiah Berlin estabeleceu o lugar deste termo na história das ideias. Ele usou-o para se referir a um movimento que surgiu principalmente na Alemanha do final do século XVIII e início do século XIX contra o racionalismo, universalismo e empirismo, que são comumente associados ao Iluminismo. O ensaio de Berlin "The Counter-Enlightenment" foi publicado pela primeira vez em 1973 e posteriormente reimpresso em uma coleção de suas obras, Against the Current, em 1981. O termo tem sido mais amplamente usado desde então.
O ensaio argumenta que, embora houvesse oponentes do Iluminismo fora da Alemanha (e.g. Joseph de Maistre) e antes da década de 1770 (e.g. Giambattista Vico), o pensamento contrailuminista não começou até que os alemães 'se rebelaram contra a mão morta da França nos reinos da cultura, arte e filosofia, e se vingaram lançando o grande contra-ataque contra o Iluminismo.'  Essa reação alemã ao universalismo imperialista do Iluminismo e da Revolução Francesa, que foi imposto a eles primeiro pelo francófilo Frederico II da Prússia, depois pelos exércitos da França Revolucionária e finalmente por Napoleão, foi crucial para a mudança de consciência que ocorreu na Europa nesta época, levando eventualmente ao Romantismo. A consequência dessa revolta contra o Iluminismo foi o pluralismo. Os oponentes do Iluminismo desempenharam um papel mais crucial do que seus proponentes, alguns dos quais eram monistas, cujos descendentes políticos, intelectuais e ideológicos foram o terrorismo e o totalitarismo.

### Graeme Garrard

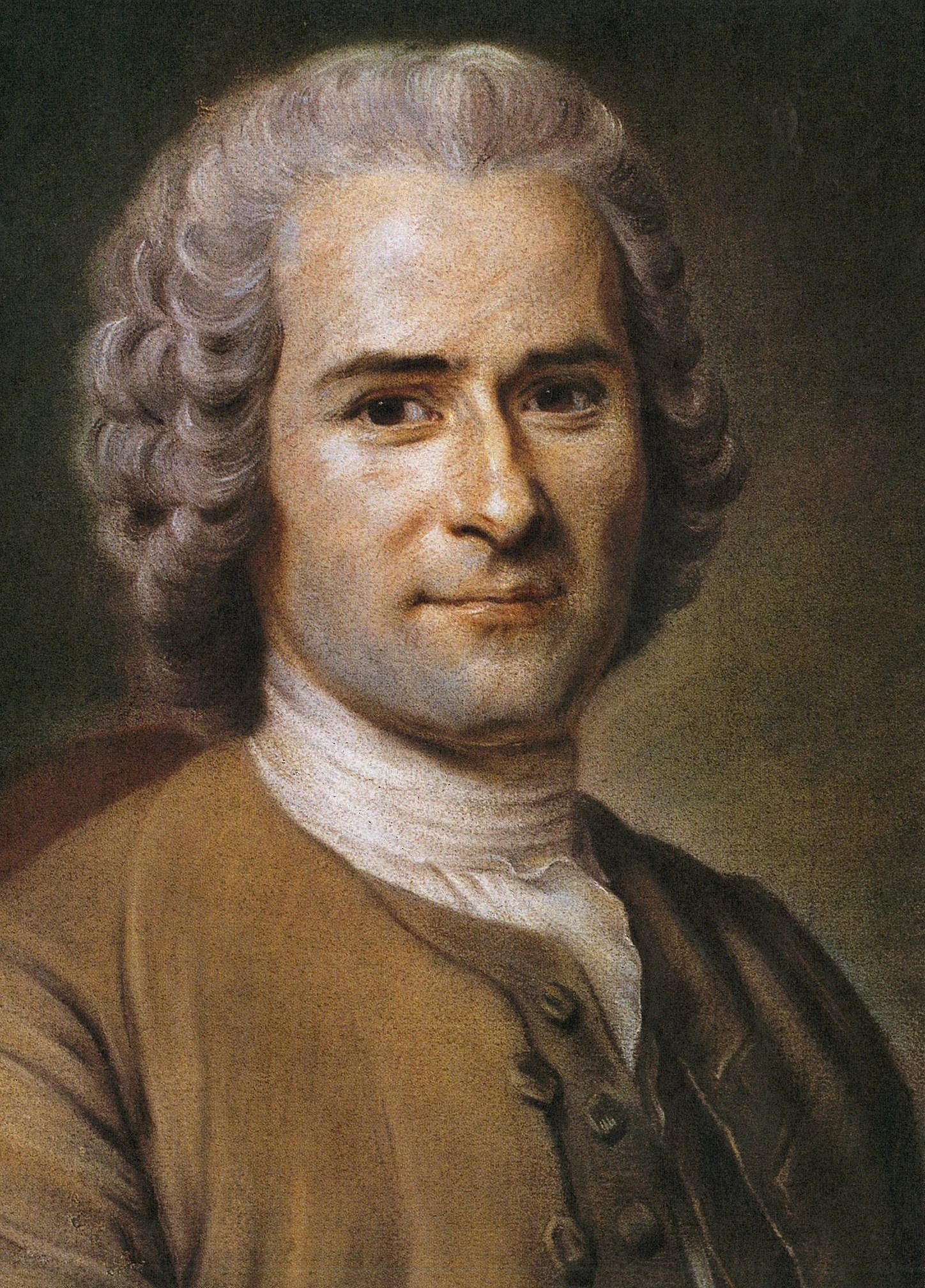
Graeme Garrard traça a origem do contrailuminismo até Rousseau

Graeme Garrard, professor da Universidade de Cardife, afirma que o historiador William R. Everdell foi o primeiro a situar Rousseau como o "fundador do contrailuminismo" em sua dissertação de 1971 e em seu livro de 1987. Em seu artigo de 1996, "A Origem do Contrailuminismo: Rousseau e a Nova Religião da Sinceridade", Arthur M. Melzer corrobora a visão de Everdell ao colocar a origem do contrailuminismo nos escritos religiosos de Jean-Jacques Rousseau, mostrando ainda Rousseau como o homem que deu o primeiro tiro na guerra entre o Iluminismo e seus oponentes. Graeme Garrard segue Melzer em seu livro "Rousseau's Counter-Enlightenment" (2003). Isso contradiz a descrição de Berlin de Rousseau como um filósofo que compartilhava as crenças básicas de seus contemporâneos do Iluminismo. Mas semelhante a McMahon, Garrard traça o início do pensamento contrailuminista na França e antes do movimento alemão Sturm und Drang na década de 1770. O livro de Garrard Counter-Enlightenments (2006) amplia o termo ainda mais, argumentando contra Berlin que não havia um único 'movimento' chamado 'contrailuminista'. Em vez disso, houve muitos contrailuministas, de meados do século XVIII ao iluminismo do século XX entre teóricos críticos, pós-modernistas e feministas. O Iluminismo tem oponentes em todos os pontos de sua bússola ideológica, da extrema esquerda à extrema direita, e todos os pontos intermediários. Cada um dos desafiadores do Iluminismo o retratou como o viam ou queriam que outros o vissem, resultando em uma vasta gama de retratos, muitos dos quais não são apenas diferentes, mas também incompatíveis.

## A Revolução Francesa

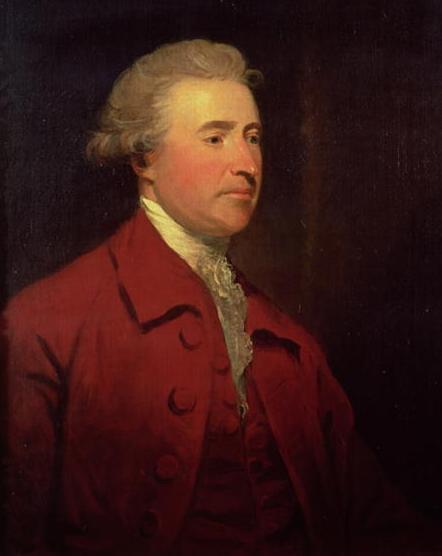
O pensador político Edmund Burke se opôs à Revolução Francesa em seu ensaio: "Reflexões sobre a Revolução na França".

Em meados da década de 1790, o Reinado do Terror durante a Revolução Francesa alimentou uma grande reação contra o Iluminismo. Muitos líderes da Revolução Francesa e seus apoiadores fizeram de Voltaire e Rousseau, bem como das ideias de razão, progresso, anticlericalismo e emancipação do Marquês de Condorcet, temas centrais de seu movimento. Isso levou a uma reação inevitável ao Iluminismo, pois havia pessoas que se opunham à revolução. Muitos escritores contrarrevolucionários, como Edmund Burke, Joseph de Maistre e Augustin Barruel, afirmaram uma ligação intrínseca entre o Iluminismo e a Revolução. Eles culparam o Iluminismo por minar as crenças tradicionais que sustentavam o Antigo Regime. À medida que a Revolução se tornava cada vez mais sangrenta, a ideia do "Iluminismo" também foi desacreditada. Assim, a Revolução Francesa e suas consequências contribuíram para o desenvolvimento do pensamento contrailuminista.
Edmund Burke foi um dos primeiros oponentes da Revolução a relacionar os philosophes à instabilidade na França na década de 1790. Em seu ensaio Reflections On the Revolution In France (Reflexões sobre a Revolução na França) referem o Iluminismo como a principal causa da revolução francesa. Na opinião de Burke, os franceses teriam deformado a imaginação moral. Para ele, a imaginação moral fundava a consciência prática que capacita o ser humano ao juízo e à intuição do que é razoável. Era dessa característica que vinha a capacidade do ser humano de compadecer-se do próximo. O que a Revolução francesa promovia, segundo o pensador irlandês, era a minuciosa destruição dessa capacidade. Fica claro, no texto abaixo, o seu pesar a respeito dos rumos que a revolução tomava como um todo: 

 “É impossível estimar a perda que resulta da supressão dos antigos costumes e regras de vida. A partir desse momento não há bússola que nos guie, nem temos meios de saber a qual porto nos dirigimos. A Europa, considerada em seu conjunto, estava sem dúvida em uma situação florescente quando a Revolução Francesa foi consumada. Quanto daquela prosperidade não se deveu ao espírito de nossos costumes e opiniões antigas não é fácil dizer; mas, como tais causas não podem ter sido indiferentes a seus efeitos, deve-se presumir que, no todo, tiveram uma ação benfazeja”.
As ideias do contrailuminismo de Augustin Barruel foram bem desenvolvidas antes da revolução. Ele trabalhou como editor do jornal literário L'Année Littéraire. Barruel argumenta em seu ensaio "Memórias Ilustrando a História do Jacobinismo" (1797) que a Revolução foi consequência de uma conspiração de philosophes e maçons.
Em Considerações sobre a França (1797), Joseph de Maistre interpreta a Revolução como 'um castigo divino pelos pecados do Iluminismo'.

## Romantismo

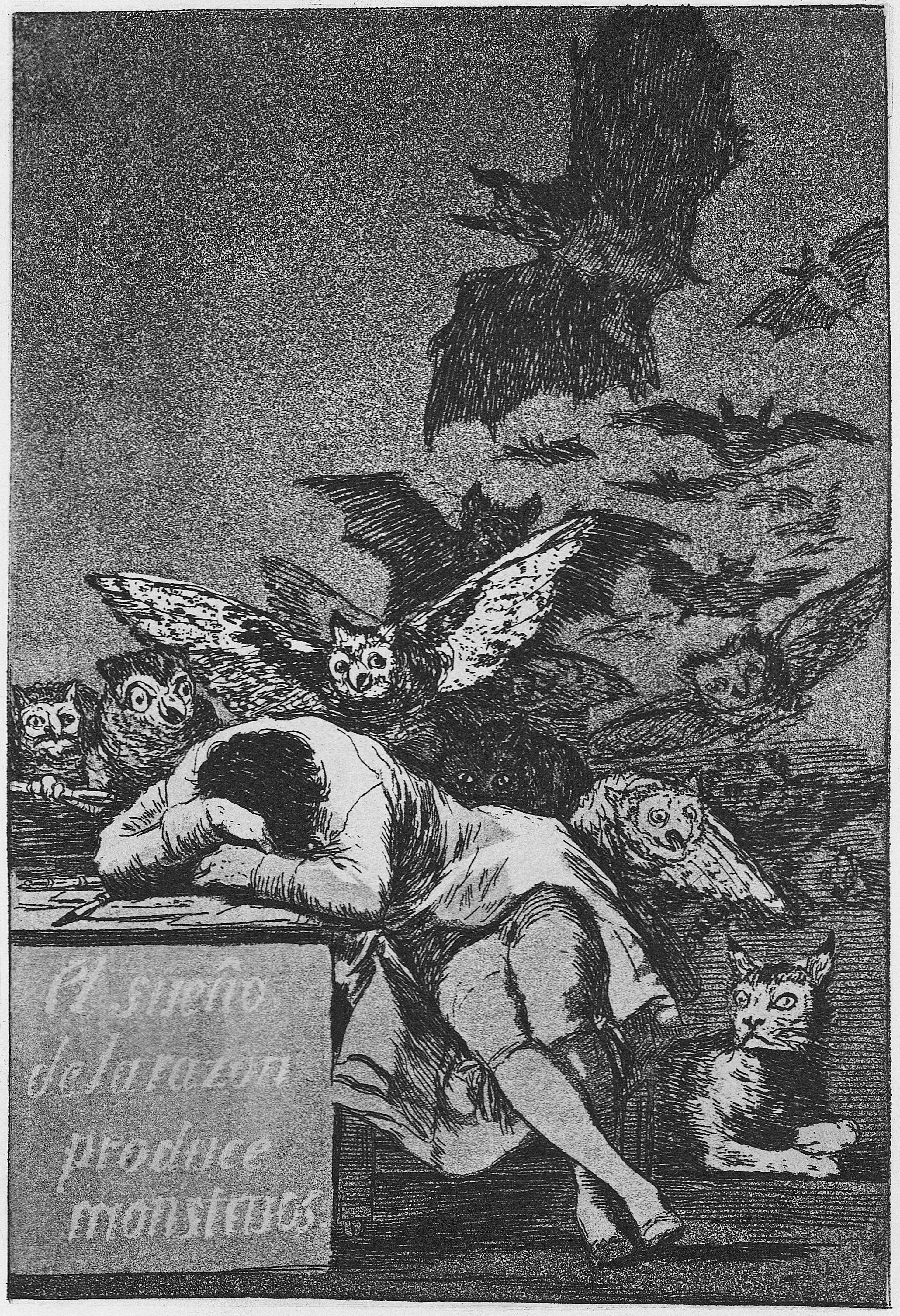
O sono da razão produz monstros, c. 1797

Na década de 1770, o movimento Sturm und Drang começou na Alemanha. Questionou alguns pressupostos e implicações fundamentais do iluminismo e o termo "Romantismo" foi cunhado pela primeira vez. Muitos dos primeiros escritores românticos, como Chateaubriand, Federich von Hardenberg (Novalis) e Samuel Taylor Coleridge, herdaram a antipatia contrarrevolucionária para com os philosophes. Todos os três culparam diretamente os filósofos na França e os iluministas na Alemanha por desvalorizar a beleza, o espírito e a história em favor de uma visão do homem como uma máquina sem alma e uma visão do universo como um vazio sem sentido e desencantado sem riqueza e beleza.
Uma preocupação particular para os primeiros escritores românticos foi a natureza supostamente antirreligiosa do Iluminismo, uma vez que os philosophes e iluministas eram geralmente deístas, opostos à religião revelada. Alguns historiadores, como Hamann, contudo, afirmam que essa visão do Iluminismo como uma época hostil à religião é um terreno comum entre esses escritores românticos e muitos de seus predecessores conservadores contrarrevolucionários. No entanto, poucos comentaram sobre o Iluminismo, exceto Chateaubriand, Novalis e Coleridge, uma vez que o termo em si não existia na época e a maioria de seus contemporâneos o ignoraram.
O historiador Jacques Barzun argumenta que o Romantismo tem suas raízes no Iluminismo. Não era antirracional, mas sim uma racionalidade equilibrada contra as reivindicações concorrentes da intuição e do senso de justiça. Essa visão é expressa em Sono da razão, de Goya, em que a coruja de pesadelo oferece ao crítico social adormecido de Los Caprichos um pedaço de giz de desenho. Mesmo o crítico racional é inspirado pelo conteúdo irracional do sonho sob o olhar do lince perspicaz. Marshall Brown apresenta quase o mesmo argumento de Barzun em Romantismo e Iluminismo, questionando a forte oposição entre esses dois períodos.
Em meados do século XIX a memória da Revolução Francesa estava desaparecendo, assim como a influência do Romantismo. Nesta era otimista de ciência e indústria, havia poucos críticos do Iluminismo e poucos defensores explícitos. Friedrich Nietzsche é uma exceção notável e altamente influente. Depois de uma defesa inicial do Iluminismo em seu chamado 'período intermediário' (final da década de 1870 ao início da década de 1880), Nietzsche se voltou veementemente contra ele.